# 4026 Beet
4026 Beet este un asteroid din centura principală, descoperit pe 30 ianuarie 1982 de Edward Bowell.